# Daisuke Watabe
Daisuke Watabe (født 19. april 1989) er en japansk fodboldspiller, som spiller for den japanske fodboldklub Omiya Ardija.